# Торстен Штреппельгофф
Торстен Штреппельгофф (нім. Thorsten Streppelhoff, 15 серпня 1969) — німецький академічний веслувальник.
Срібний призер Олімпійських Ігор 1996 року в складі вісімки, бронзовий призер 1992 року в складі вісімки.
Чемпіон світу 1991, 1993 років у складі вісімки, срібний призер 1994 року в складі розпашної двійки без стернового.